# 穀物メジャー
穀物メジャー（こくもつメジャー）は、ダイズやトウモロコシ、コムギをはじめとする穀物の国際的な流通に大きな影響を持つ商社群。1990年代には、五大穀物メジャーにより世界の穀物流通の70%が扱われた。

## 主要プレーヤー

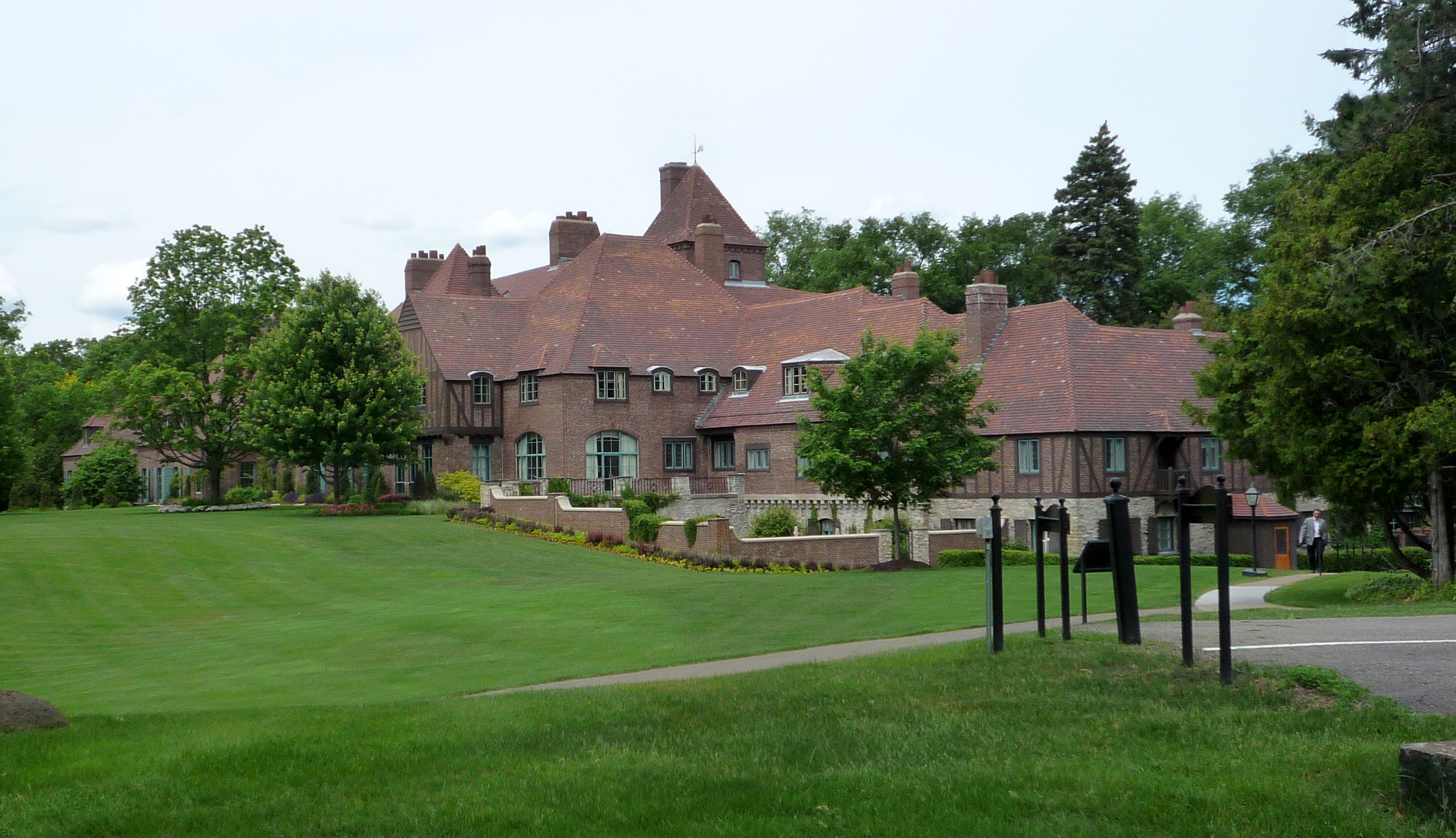
カーギル本社

1970年代から1980年代にかけ、アメリカのカーギル、コンチネンタルグレイン、フランスのルイ・ドレフュス、オランダのブンゲの4社に、スイスのアンドレ・ガーナック（Andre-Garnac）またはアメリカのクック・インダストリーズを加えた5社が五大穀物メジャーと呼ばれた。のちにクックとガーナックは倒産し、代わってアーチャー・ダニエルズ・ミッドランド（ADM）やコナグラが台頭してカーギル・コンチネンタルグレイン・ADM・コナグラ・ブンゲの新五強体制となった。1997年時点でのカントリーエレベーター類の所有基数および容量は下記の通りで、上位5社でアメリカ合衆国内10,426基・7,938,190千ブッシェルのうち19.5%を占める。
- ADM - 387基・533,325千ブッシェル
- カーギル - 286基・464,091千ブッシェル
- コナグラ - 100基・210,958千ブッシェル
- ブンゲ - 53基・173,012千ブッシェル
- コンチネンタルグレイン - 71基・166,346千ブッシェル

穀物メジャーは、設立や事業発展の経緯から、「伝統商社型」「加工業者型」「生産者団体型」「異業種参入型」に大別できる。カーギルやブンゲ、ルイ・ドレフュスは伝統商社型に相当する。後年に発展したADMやコナグラは食品加工業を本業とする。生産者団体型の代表格であったファーマーズ・エクスポート・カンパニー（FEC）は、アメリカの対ソビエト穀物禁輸措置のあおりで1980年に破産したが、農協系組織は主としてアメリカ国内での販売において大きな勢力を保っている。異業種参入型は、クック・インダストリーズ破綻により姿を消した。

### 五大穀物メジャー
現在一般に五大穀物メジャーと言われる企業は以下のとおり。
アーチャー・ダニエルズ・ミッドランド（Archer Daniels Midland、略称ADM）
1902年創業。2014年度の売上高は812億ドル、総資産は415億ドル。

ブンゲ（Bunge Inc.、アメリカ法人）
1923年に、オランダのブンゲ社のアメリカ法人として発足。2014年度の売上高は578億ドル。
カーギル (Cargill Inc.)
1865年に、塩事業者として創業。2014年度の売上高は1204億ドル、総資産は599億ドル。

ルイ・ドレフュス（Louis Dreyfus Corporation.、アメリカ法人）
1916年に、フランスのルイ・ドレフュス社のニューヨーク支店として発足。2014年度の売上高は647億ドル。
上記4社を俗に"ABCD"と称することがある。
グレンコア（Glencore）
1974年設立。2014年度の売上高は2210億ドル。

過去に穀物メジャーとされた企業には以下がある。
コンチネンタルグレイン（Continental Grain Company、アメリカ法人）
1921年に、フランスのCompagnie Continental d'Importrtionの支社として発足。1999年に、カーギルに買収された。
クック・インダストリーズ (Cook Industries)
1919年に、綿花商として創業。穀物取引の仕手戦の敗北により、1979年に倒産した。

なお2013年7月には丸紅が米国3位のガビロン（コナグラからMBOにより独立）を買収して傘下に収めた。全世界での穀物取扱高ではグループ全体で約5,880万トンと、首位のカーギル（約6,500万トン）に次ぐ2位に躍り出たため、日本のメディアの中には前述の五大穀物メジャーに丸紅-ガビロン連合を入れるところも出てきている。

## 歴史
1960年代初頭までは冷戦下にあったため、アメリカ合衆国から東側諸国への食糧輸出は行われなかったが、1963年にジョン・F・ケネディ大統領は400万トンを上限としてコムギおよび小麦粉をソビエト連邦（現・ロシア） へ輸出することを許可した。1972年、世界的な凶作による食糧危機が発生。同年夏にソビエト連邦は、コンチネンタルグレインからトウモロコシ625万トン・コムギ500万トンをはじめとする穀物の大量買い付けを行い、穀物は核、石油に次ぐ「第三の戦略物質」と呼ばれるようになった。これを機に、アメリカの穀物輸出は、余剰在庫の処分から世界市場の獲得を目的としたものに変貌し、大手国際穀物会社は穀物メジャーと呼ばれるようになる。1980年代にはADMやコナグラといった新興勢力が力を伸ばしていった。

### 業界再編
ADMは1983年にドイツの穀物商社・食品加工会社のA.C.トッファー、1992年にイギリスのピルスベリー (Pillsbury Company) に資本参加。1997年にはグレンコアブラジル法人の穀物部門、ブラジルの食品会社サディア (Sadia) の穀物部門を買収するなど業容を拡大していく。バンゲは1997年にブラジルの大豆油搾油会社セバールを買収。
1999年には、カーギルがコンチネンタルグレインの穀物部門を買収するに至った。コンチネンタルグレインは社名から「グレイン（穀物）」を外し、畜産・金融・液化石油ガスに特化した「コンチグループ・カンパニーズ」に社名変更した。2001年には、大豆投機の失敗からアンドレ・ガーナックが倒産。かつての五大穀物メジャーの入れ替わりが進んだ。

## 事業
1. 生産者から穀物を集荷し保管する
2. 小口の穀物を大口の規格品にまとめ上げる
3. 穀物の大量輸送により、輸送コストを下げる
4. 年間を通じ、大量の穀物を安定供給する
5. 輸入国の需要動向を測り、需給を調整する

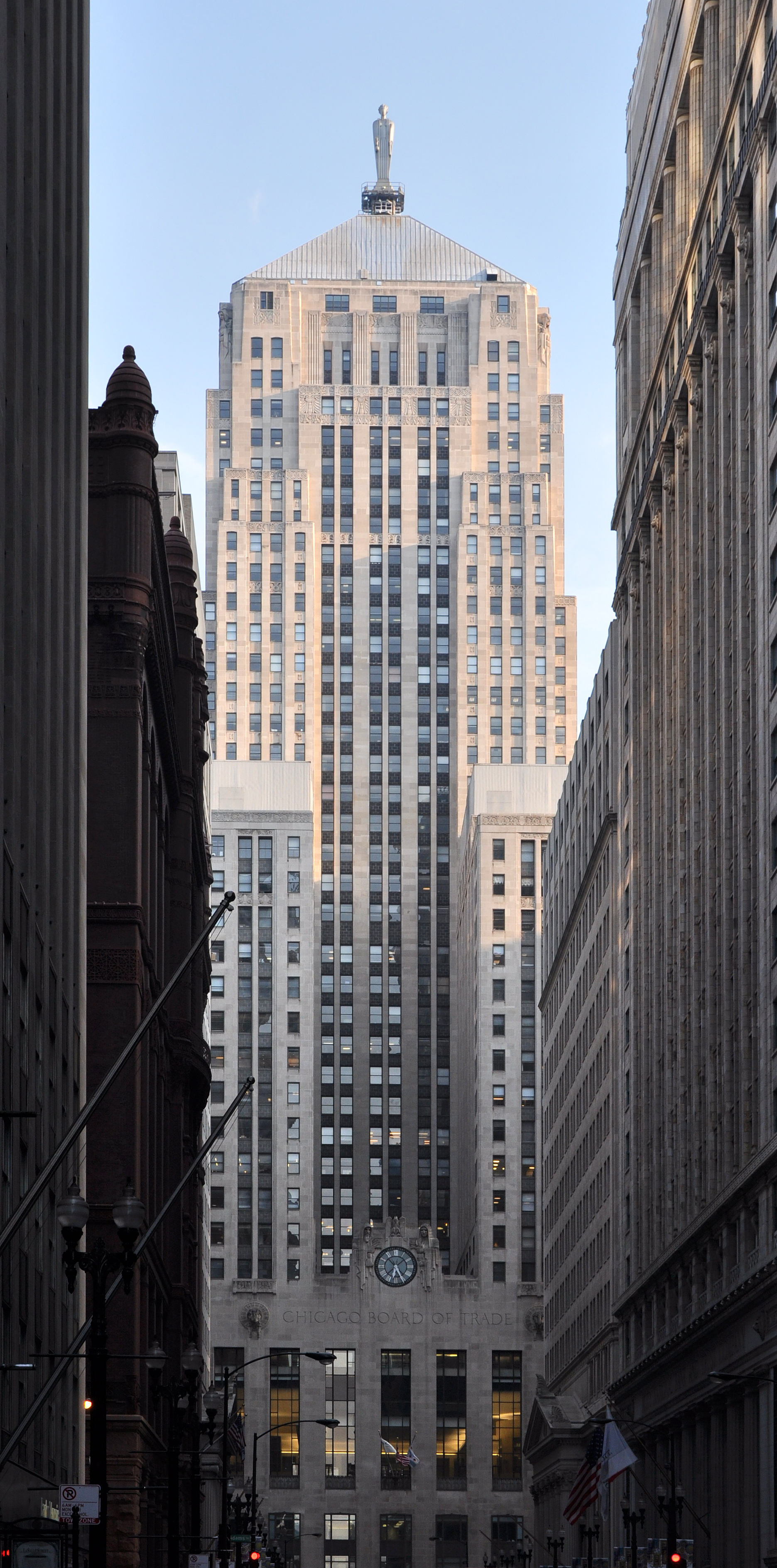
シカゴ商品取引所

1970年代以前は、倉庫に保管している在庫を販売する形態であったが、大量取引が増えるとそれでは間に合わないようになる。先に輸出契約を締結してから、農家から穀物を買いつける、商品先物取引に近い形態に変わっていった。
穀物の価格は、シカゴ商品取引所における定期価格に、基礎差額 (Basis trading) を加えた額となる。穀物の取引には価格リスクや為替リスクのほか、輸送上・保管上における物理的なリスクが介在する。取引の失敗からFECやクック・インダストリーズ、アンドレ・ガーナックが倒産し、1977年には粉塵爆発による貯蔵施設の連続爆発事故が発生している。